# Chris Thompson

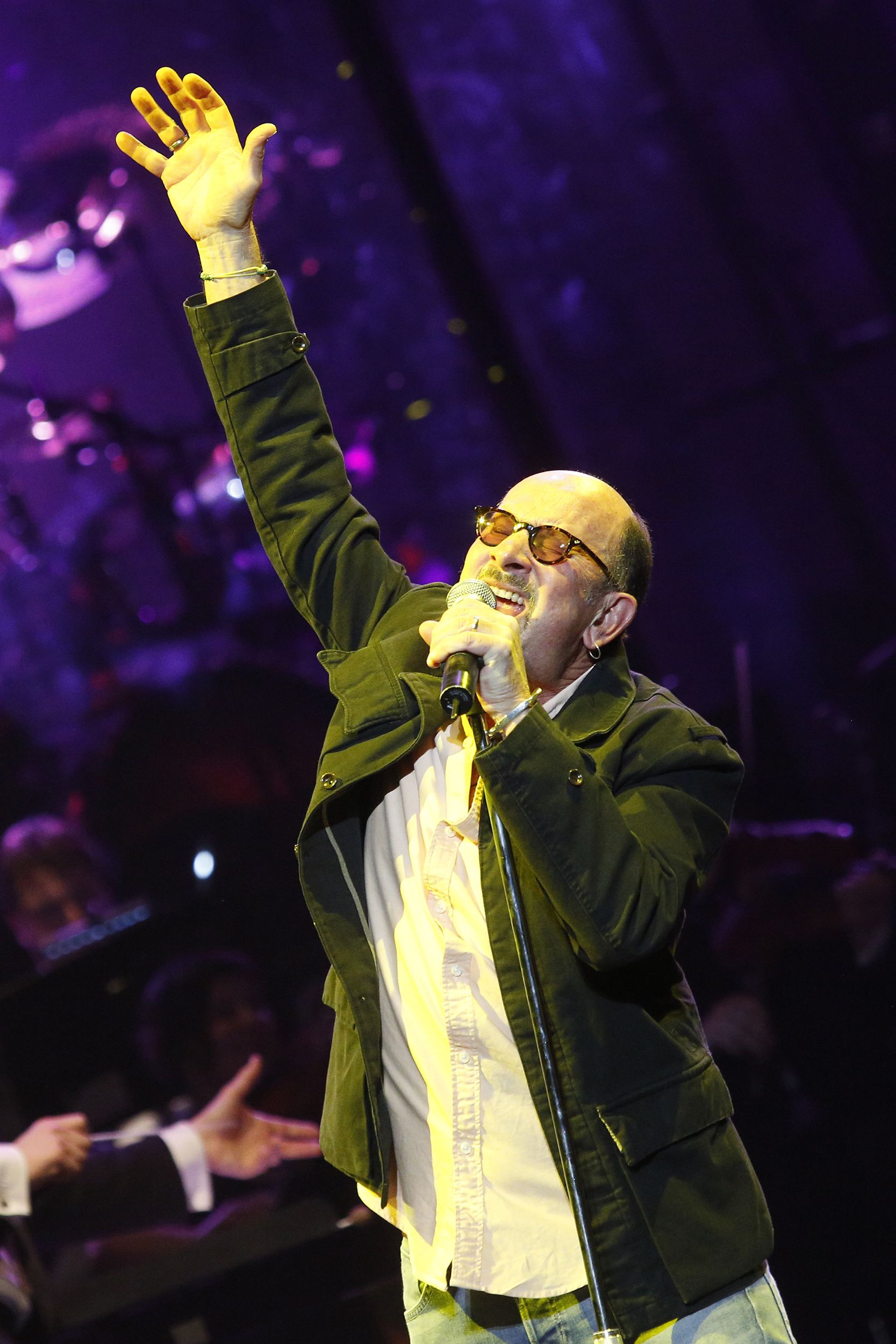
Chris Thompson (2013)

Christopher Algernon „Chris“ Thompson (* 9. März 1948 in Ashford (Kent), Großbritannien) ist ein britischer Rocksänger, Gitarrist und Komponist. Bekannt wurde er insbesondere als Sänger der Manfred Mann’s Earth Band, mit der er in den 1970er und 1980er Jahren einige Top-Ten-Hits hatte.

## Werdegang
Thompson ist in Neuseeland aufgewachsen und wurde 1971 professioneller Sänger. Um sich von einem gleichnamigen neuseeländischen Folk-Sänger abzugrenzen, verwendete er mitunter auch den angenommenen zweiten Vornamen „Hamlet“. Zu Beginn seiner Karriere spielte er in der Band des neuseeländischen Künstlers Hillberry Walker und sang 1971 auf einer Single des John Schroeder Orchestra. Als eine Hälfte des Duos Central Park Reunion veröffentlichte er zwei Singles auf dem Label MCA. Noch vor seinem kurzen MCA-Vertrag sang Thompson 1974 für Rod Argents Band Argent vor, wurde aber nicht ausgewählt.
1975 wurde er als Nachfolger von Mick Rogers Sänger der Manfred Mann’s Earth Band und hatte mit Songs wie Blinded by the Light, Davy’s on the Road Again und Mighty Quinn weltweite Top-Ten-Platzierungen. Der von Bruce Springsteen komponierte Song Blinded by the Light erreichte 1977 die Nummer 1-Platzierung in den Billboardcharts der USA, was insgesamt der größte Erfolg von Thompson und der Manfred Mann’s Earth Band war. Von 1979 bis 1982 war er bei der Band Night, danach kehrte er zur Earth Band zurück, aber veröffentlichte auch 1983 sein erstes Soloalbum Out of the Night. Das zweite Album Radio Voices produzierte er 1985 mit Brian May, der mit einem „feat. Brian May“ auf dem Plattencover erwähnt wurde. Engagements bei Mike Oldfield (Runaway Son, See the Light), The Alan Parsons Project (Turn it Up, Back against the Wall), Sarah Brightman, Leslie Mandoki und verschiedenen Film- und Werbeproduktionen folgten.
Im Jahr 1978 war er als Sänger in der Rolle von der Stimme der Menschheit (Voice of Humanity) an Jeff Waynes Fassung von H. G. Wells’ Roman Krieg der Welten beteiligt. Er sang den Abschluss des 1. Aktes: Thunder Child. Im April 2006 wurde Krieg der Welten in England unter Mitwirkung von Chris Thompson live aufgeführt, weitere Shows wurden in jenem Jahr in Australien und Großbritannien präsentiert.
Als Songwriter hatte Thompson Erfolge u. a. als Co-Autor des Songs You’re the Voice, mit dem John Farnham 1986 einen Tophit landete. 1987 sang er die Songs für Tabaluga and the Magic Jadestone, der englischen Version des Konzeptalbums Tabaluga und das leuchtende Schweigen, ursprünglich von Peter Maffay, den er ein Jahr später auch auf seiner Tournee begleitete. Mit The Challenge (Face It) konnte Chris Thompson 1989 auch einen eigenen Hit feiern. Das für die Wimbledon Championships komponierte Lied stand drei Wochen in den deutschen Top 10 und kletterte bis auf Platz 5. Produziert hatte die Aufnahme Harold Faltermeyer. Die Nachfolgesingle Take Me To Heaven floppte jedoch.
Thompson trug unter anderem mit Doro Pesch zu einer CD bei, die zur Finanzierung des vereinseigenen Museums von Borussia Dortmund eingespielt wurde.
Im Dezember 2022 trat Thompson ein letztes Mal live auf und beendete danach seine Karriere.

## Trivia
- Thompson bekam 1974 den Job bei Argent angeblich nicht, obwohl er der beste Sänger war, der vorgesungen hatte, da er zu dieser Zeit übergewichtig war und bereits eine Glatze hatte. Thompson speckte nach dieser Erfahrung Gewicht ab und bekam zahlreiche Haartransplantationen.[1]

## Diskografie

### Studioalben
| Jahr | Titel | Höchstplatzierung, Gesamtwochen, AuszeichnungChartplatzierungen (Jahr, Titel, Platzierungen, Wochen, Auszeichnungen, Anmerkungen) | Höchstplatzierung, Gesamtwochen, AuszeichnungChartplatzierungen (Jahr, Titel, Platzierungen, Wochen, Auszeichnungen, Anmerkungen) | Höchstplatzierung, Gesamtwochen, AuszeichnungChartplatzierungen (Jahr, Titel, Platzierungen, Wochen, Auszeichnungen, Anmerkungen) | Höchstplatzierung, Gesamtwochen, AuszeichnungChartplatzierungen (Jahr, Titel, Platzierungen, Wochen, Auszeichnungen, Anmerkungen) | Höchstplatzierung, Gesamtwochen, AuszeichnungChartplatzierungen (Jahr, Titel, Platzierungen, Wochen, Auszeichnungen, Anmerkungen) | Anmerkungen                                      |
| Jahr | Titel | DE | AT | CH | UK | US | Anmerkungen                                      |
| ---- | ----- | --- | --- | --- | --- | --- | ------------------------------------------------ |
| 1979 | Night | — | — | — | — | US113 (10 Wo.)US | Erstveröffentlichung: September 1979 (mit Night) |

grau schraffiert: keine Chartdaten aus diesem Jahr verfügbar
Weitere Veröffentlichungen:
- 1980: Long Distance (mit Night)
- 1983: Out of the Night
- 1985: Radio Voices
- 1986: High Cost of Living
- 1988: Tabaluga and the Magic Jadestone (1988), englische Version des zweiten Konzeptalbums von Peter Maffays Tabaluga: Tabaluga und das leuchtende Schweigen
- 1989: Beat of Love
- 1998: Backtrack
- 2001: Won’t Lie Down
- 2005: Timeline
- 2006: If You Remember Me (The Very Best)
- 2008: Live
- 2011: Acoustic
- 2011: Berlin Live & The Aschaffenburg Remains Live At The Colos-Saal
- 2012: Do Nothing Till You Hear from Me
- 2014: Toys & Dishes
- 2015: Get Ready for Christmas (EP)
- 2015: Jukebox – The Ultimate Collection 1975–2015
- 2019: Live @ Rock of Ages

- 2023: The Final Round - Live

### Singles
| Jahr | Titel Album                                    | Höchstplatzierung, Gesamtwochen, AuszeichnungChartplatzierungen (Jahr, Titel, Album, Platzierungen, Wochen, Auszeichnungen, Anmerkungen) | Höchstplatzierung, Gesamtwochen, AuszeichnungChartplatzierungen (Jahr, Titel, Album, Platzierungen, Wochen, Auszeichnungen, Anmerkungen) | Höchstplatzierung, Gesamtwochen, AuszeichnungChartplatzierungen (Jahr, Titel, Album, Platzierungen, Wochen, Auszeichnungen, Anmerkungen) | Höchstplatzierung, Gesamtwochen, AuszeichnungChartplatzierungen (Jahr, Titel, Album, Platzierungen, Wochen, Auszeichnungen, Anmerkungen) | Höchstplatzierung, Gesamtwochen, AuszeichnungChartplatzierungen (Jahr, Titel, Album, Platzierungen, Wochen, Auszeichnungen, Anmerkungen) | Anmerkungen                                              |
| Jahr | Titel Album                                    | DE | AT | CH | UK | US | Anmerkungen                                              |
| ---- | ---------------------------------------------- | --- | --- | --- | --- | --- | -------------------------------------------------------- |
| 1979 | Hot Summer Nights Night                        | — | — | — | — | US18 (15 Wo.)US | Erstveröffentlichung: Juni 1979 (mit Night)              |
| 1979 | If You Remember Me Night                       | — | — | — | UK42 (5 Wo.)UK | US17 (19 Wo.)US | Erstveröffentlichung: August 1979 (mit Night)            |
| 1981 | Love On The Airwaves Long Distance             | — | — | — | — | US87 (3 Wo.)US | Erstveröffentlichung: Februar 1981 (mit Night)           |
| 1983 | All the Right Moves Der richtige Dreh (O.S.T.) | — | — | — | — | US85 (4 Wo.)US | Erstveröffentlichung: Oktober 1983 (mit Jennifer Warnes) |
| 1989 | The Challenge                                  | DE5 (12 Wo.)DE | — | — | — | — | Erstveröffentlichung: Juni 1989                          |
| 1991 | Jolly Joker                                    | DE40 (8 Wo.)DE | — | — | — | — | Erstveröffentlichung: März 1991                          |

Weitere Singles:
- Thunderchild (1978; aus Jeff Wayne’s Musical War of the Worlds)
- If You Remember Me (1979; mit Dave Grusin)
- Dr. Rock (1981; mit Night)
- Do What You Wanna Do (1983)
- Bye Bye Love (1984)
- Push & Shove (1985; mit Hazel O’Connor; entstanden für Greenpeace)
- Lies (1985)
- What a Woman Wants (1986)
- Love and Loneliness (1986)
- Take Me to Heaven (1989; Music + Produced by Harold Faltermeyer)
- Lullaby for Grownups (Good Night) (1989; mit SOS United)
- The Beat of Love (Promo 1991; unterschiedliche Version zur nachfolgenden CD-Single; Produced by Harold Faltermeyer)
- Beat of Love (1991; Produced by Harold Faltermeyer)
- Tower of Love (1991; Produced by Harold Faltermeyer)
- Seeds of Life (1989; Produced by Jan Hammer)
- Florida Lady (1994 + 1996; Titelsong zur ZDF-Serie)
- Blinded by the Light (1994; Olympia Musik Produktion)
- How Can Heaven Love Me (1996; mit Sarah Brightman)
- I Look at You (2015; mit Leo; Titelsong zum ARD-Spielfilm Der Kotzbrocken)

DVDs:
- Chris Thompson & Mads Eriksen Band:
  - One Hot Night In The Cold - Live At The Private Music Club (2006)
- Manfred Mann’s Earth Band:
  - Unearthed – The Best of 1973-2005 (2006)
  - In Europe –  Budapest 1983 (2007)
  - Live in Budapest (2007)
  - Watch The DVD (2008)

### Weitere Alben
- Manfred Mann’s Earth Band:
  - The Roaring Silence (1976)
  - Watch (1978)
  - Angel Station (1979)
  - Chance (1980)
  - Somewhere in Afrika (1982)
  - Budapest Live (1983)
  - Criminal Tango (1986)
  - Soft Vengeance (1996)
  - Mann Alive (1998)*
- Manfred Mann '06:
  - 2006 (2004)
- Jeff Wayne:
  - Jeff Wayne’s Musical Version Of The War Of The Worlds (1978)
  - Jeff Wayne’s Musik Version von der Krieg der Welten (1980)
  - Jeff Wayne’s Musical Version Of Spartacus (1992)
- Night:
  - Night (1979)
  - Long Distance (1980)
- Don Airey:
  - K2 – Tales Of Triumph & Tragedy (1988)[26]
- Mike Oldfield:
  - Earth Moving (1989)
- SOS United:
  - Lullaby for Grownups (1989)
- Farfarello:
  - Saravah (1990; Gesang bei Sea of Emotion)
- Brian May:
  - Back to the Light (1992; Gesang in Rollin’ Over)
- Alan Parsons:
  - Try Anything Once (1993)
  - Alan Parsons Live (1994)
- SAS Band:
  - SAS Band (1997)
  - The Show (2001)
- Mads Eriksen:
  - Redhanded (2001)
  - Rediscovery (2004)
- Mandoki Soulmates:
  - Soulmates (2002)
  - Jazz Cuts (2003)
  - Soulmates Allstars „Legends of Rock“ (2004)
  - BudaBest (2013)
- Michael Ernst (feat. Alan Parsons & Chris Thompson):
  - Excalibur (2004)
- Siggi Schwarz & The Rock Legends:
  - Woodstock (2005)
  - Live im Ulmer Zelt (2005)
  - Motown Classics (2006)
- Night of the Proms:
  - Vol. 12 – 2005 (2005; mit Manfred Mann)

### Soundtrack
- 1990: Willy Bogners Feuer, Eis & Dynamit
- 1991: Jolly Joker (ARD-Serie)
- 1994 & 1996: Florida Lady (ZDF-Serie)